# Отвъддунавска България
Отвъддунавска България е термин с който българската историопис означава териториите под властта и контрола на Българската държава на север от Дунав през средновековието. Тези територии обхващат части от територията на днешна Румъния и Молдова, източна Унгария, Войводина от Сърбия и Буджак с Едисан в Украйна.
Тези територии на север от Дунав Българската държава владее с прекъсвания. Тези земи са наричани от съвременните византийски историци „Отвъддунавска България“.